# 49D busz (Debrecen)
A debreceni 49D jelzésű autóbusz a Segner tér és a Deufol Hungary Kft. között közlekedik. Útvonala során érinti a helyközi autóbusz-állomást, a Nagyállomást, és a Déli Ipari Parkot is. A viszonylatot a DKV Zrt. üzemelteti.

## Története
2020. október 12-től a Déli Ipari Park bővülése miatt új járat indult el 49D jelzéssel, mely a Krones Hungary Kft. érintésével a Deufol Hungary Kft.-hez.

## Útvonala
| Év       | Végállomások                     | Útvonal oda                                                                                                   | Útvonal vissza                                                                                                  |
| -------- | -------------------------------- | --- | --- |
| 2020-tól | Segner tér – Deufol Hungary Kft. | Nyugati utca – Külsővásártér – Erzsébet utca – Petőfi tér – Wesselényi utca – Mikepércsi út – Déli Ipari Park | Déli Ipari Park – – Mikepércsi út – Wesselényi utca – Petőfi tér – Erzsébet utca – Külsővásártér – Nyugati utca |

## Megállóhelyei
Az átszállási kapcsolatok között az azonos útvonalon közlekedő 49-es és 49Y busz nincs feltüntetve.
| 0  | Segner tér végállomás           | 23 | 3, 3A, 4, 5, 5A 10, 10A, 10Y, 11, 13, 14, 17, 17A, 24, 24Y, 25, 25Y, 33, 33E, 34, 35, 35E, 35Y, 36, 42, 42A, 45, 46, 46E, 46H, 125, 125Y, 146, A1 Helyközi buszok                                              |
| 2  | Mechwart András Szakközépiskola | 22 | 3, 3A, 4, 5, 5A 10, 10A, 10Y, 14, 19, 25, 25Y, 34, 35, 35Y, 36, 41, 41Y, 42, 42A, 45, 46, 46E, 46H, 125, 125Y, 146, A1 Helyközi buszok                                                                         |
| 3  | Mentőállomás                    | 20 | 10, 10A, 10Y, 14, 19, 30, 30A, 39, 39X, 46, 46H, 146 5, 5A |
| 4  | MÁV-rendelő                     | 18 | 10, 10A, 10Y, 14, 30, 30A, 39, 39X, 46, 46H, 146 5, 5A Helyközi buszok |
| 6  | Nagyállomás                     | 16 | 1, 2 10, 10A, 10Y, 14, 16, 18, 18Y, 21, 30, 30A, 30I, 30N, 37, 39, 39X, 42, 42A, 43, 44, 46, 46E, 46H, 47, 47Y, 48, 146, A1, Airport1 5, 5A Helyközi buszok S506 sebesvonat, gyorsvonat, IC, EC, expresszvonat |
| 8  | Debreceni Erőmű                 | 14 | 18, 18Y, 42, 44, 47, 47Y, Airport1 Helyközi buszok |
| 10 | Leinigen utca                   | 13 | 18Y, 42, 44, 47, 47Y, Airport1 |
| 12 | Bulgár utca                     | 11 | 44, 47Y, Airport1 Helyközi buszok |
| 13 | Hun utca                        | 10 | 44, 47Y, Airport1 |
| 14 | Somlyai utca                    | 9  | 44, 47Y, Airport1 Helyközi buszok |
| 15 | Repülőtér, bejáró út            | 7  | 44 |
| 16 | Ozmán utca                      | 6  | 44 Helyközi buszok |
| 20 | Krones Hungary Kft.             | 2  | |
| 22 | Deufol Hungary Kft. végállomás  | 0  | |